# Wessela Dolyna (Bolhrad)
Wessela Dolyna (ukrainisch Весела Долина; russisch Весёлая Долина Wessjolaja Dolina, rumänisch Cleaştiţ oder Cleaşniţa, deutsch Klöstitz) ist ein Dorf im Rajon Bolhrad in der ukrainischen Oblast Odessa mit etwa 1200 Einwohnern. Die Ortschaft am Ufer der Tschaha wurde Anfang des 19. Jahrhunderts von deutschen Auswanderern in der historischen Landschaft Bessarabien gegründet.

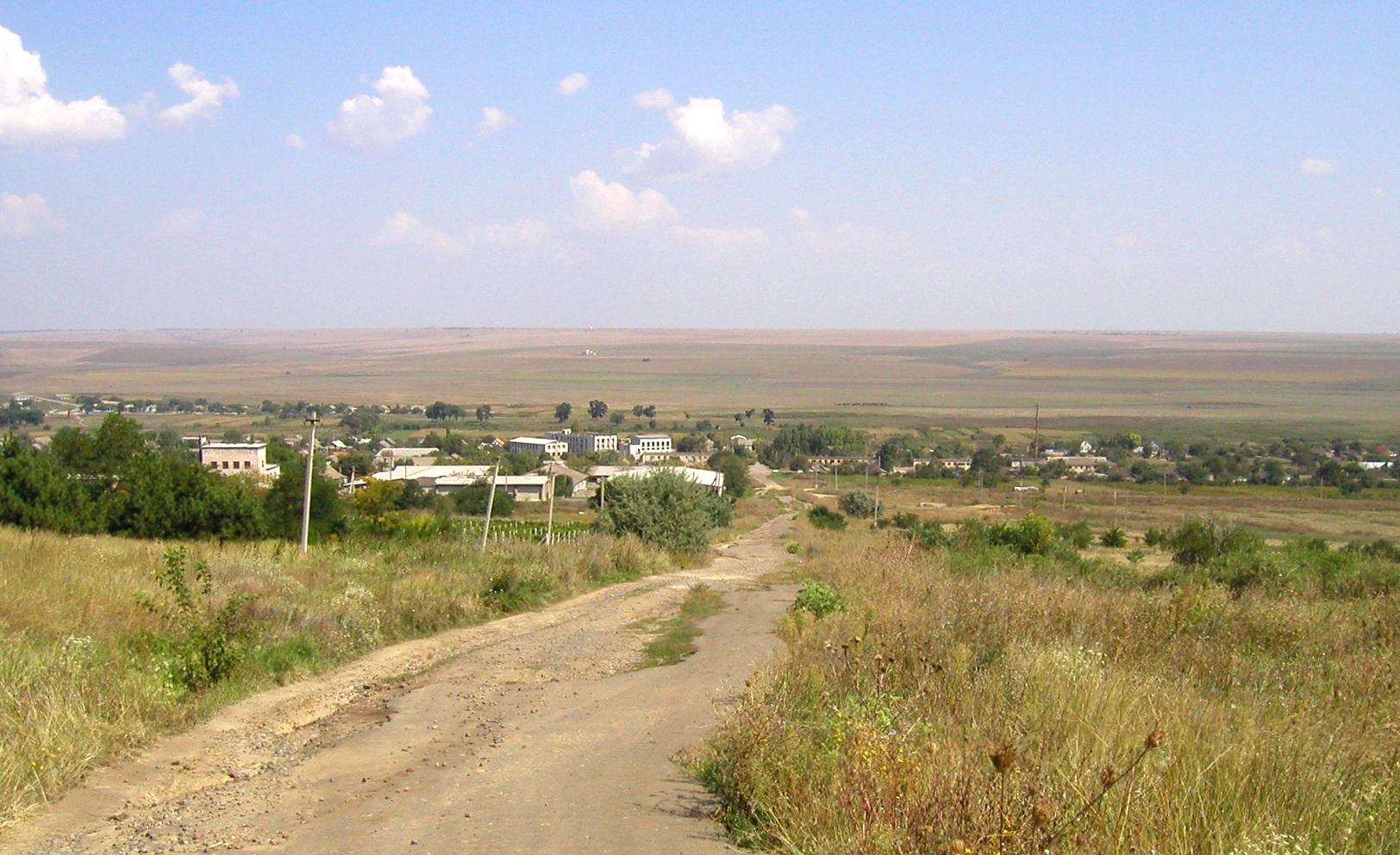
Blick auf Wessela Dolyna in baumarmer Steppenlandschaft

## Geschichte

### Gründung
Der Ort entstand 1815 als Dorf Nummer 4 unter 25 bessarabiendeutschen Mutterkolonien im Russischen Gouvernement Bessarabien. Zuvor hatte Kaiser Alexander I. in einem Manifest von 1813 deutsche Kolonisten ins Land gerufen. Sie sollten die neu gewonnenen Steppengebiete kultivieren, die Russland nach dem 6. russischen Türkenkrieg 1812 im Frieden von Bukarest zugesprochen worden waren. Das Manifest stieß aufgrund seiner verlockenden Angebote (Landschenkung, Steuerfreiheit, Religionsfreiheit usw.) auf Zuspruch und führte zur Auswanderung von mehreren tausend Personen in den Folgejahren. Die Gründer von Klöstitz kamen zum Teil aus Preußen und größtenteils aus dem Herzogtum Warschau (Warschauer Kolonisten) mit dem Raum Łódź (siehe auch Geschichte der Deutschen im Raum Łódź). Aus diesen Gebieten begaben sie sich auf einen geführten Treck mit Pferdewagen, Handkarren und zu Fuß in ihre neue Heimat. Die Auswanderer erreichten im September 1814 das mittlere Bessarabien, wo sie in Dörfern von einheimischen Moldauern überwinterten. Zu ihnen stießen Auswanderer aus Württemberg, Baden und der Pfalz, die mittels Ulmer Schachteln donauabwärts zum Schwarzen Meer gefahren waren.
Im Frühjahr 1815 trafen 134 Auswandererfamilien auf der ihnen von der russischen Ansiedlungsbehörde zugewiesenen Steppenfläche ein. Sie stammten aus Preußen (49), dem polnischen Herzogtum Warschau (45), aus Württemberg (19), aus Baden (14) und aus der Pfalz (7). Bis 1816 die ersten festen Gebäude errichtet wurden, lebten sie in Erdhütten. Durch das Zusammenleben von schwäbisch und pfälzerisch Sprechenden aus Südwestdeutschland sowie denen aus dem nordöstlichen Gebieten bildete sich im Ort ein eigener Dialekt. Die Auswanderer erhielten wie alle deutschen Siedler in Bessarabien zur Bewirtschaftung etwa 66 ha Land vom Staat geschenkt. Das Land war steppenartig mit hohem Gras, Disteln und Unkraut bewachsen.

### Name
Zunächst wurde für die Ansiedlung der Name Emaut und später der Name Tschaha nach dem dort fließenden Fluss verwendet. 1818 legte die russische Verwaltung in Form des Fürsorgekomitee für die Kolonisten Südrusslands den Namen Kljastiz fest. Die Ortsbezeichnung weist auf die Schlacht bei Kljastizy (Kljaszizy/Клястицы in Belarus) im Rahmen des Vaterländischen Krieges hin. Auf Weisung des Fürsorgekomitees wurden viele der neu gegründeten Siedlungen nach Orten von siegreichen russischen Schlachten gegen Napoleon I. benannt. Später wurde der Name von den Einwohnern in Klöstitz eingedeutscht.

### Lage

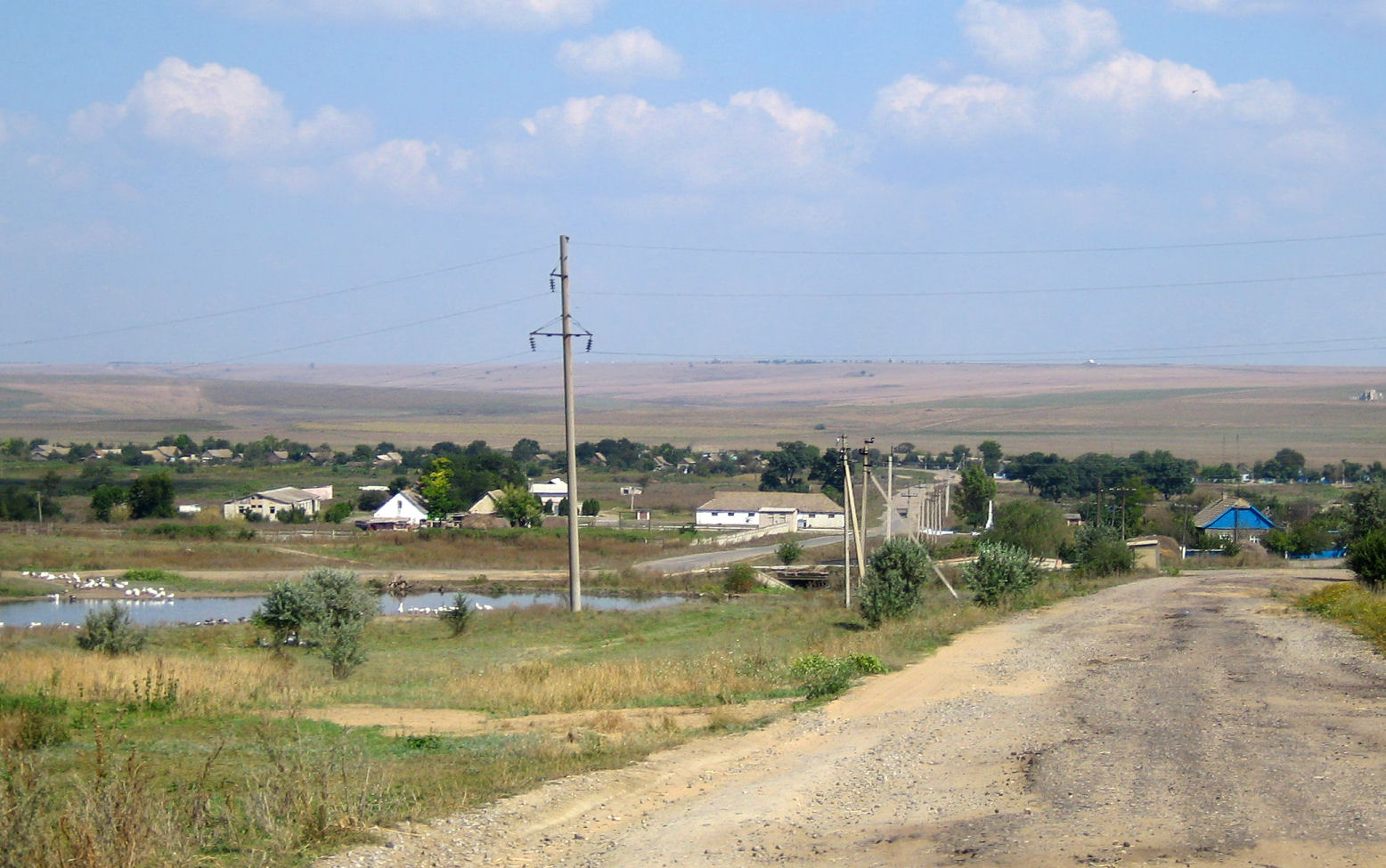
Der Ort am Steppenfluss Tschaha

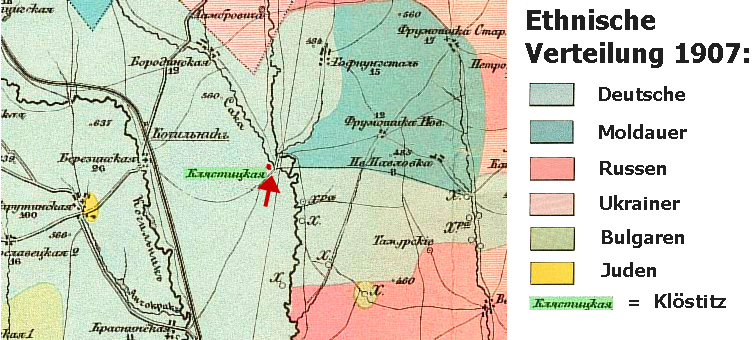
Landkartenausschnitt mit Klöstitz von 1907 mit ethnischer Verteilung in der Region

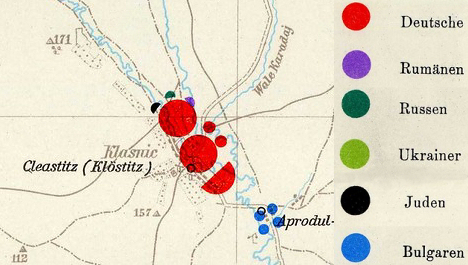
Ethnische Verteilung in Klöstitz auf Basis der rumänischen Volkszählung von 1930, 2700 Deutsche, 50 Juden, 50 Rumänen, 50 Russen

Klöstitz lag in der historischen Landschaft Bessarabien und im südbessarabischen Steppengebiet des Budschaks. Die Landschaft ist ein leicht hügeliges Land mit fruchtbarem Schwarzerdeboden. Die Siedler nutzten den Boden als Ackerland und zur Viehweide. Anfänglich war die Landschaft weitläufig und nahezu baumfrei, wurde aber nach dem Zweiten Weltkrieg in sowjetischer Zeit durch Aufforstungen baumreicher. Das Dorf befand sich im 19. und 20. Jahrhundert zentral im Hauptsiedlungsgebiet von Deutschen in Bessarabien. Es war nicht weit entfernt von den großen deutschen Marktorten und Zentren des Deutschtums in Tarutino und Arzis. Klöstitz lag in einem langgestreckten Tal des Steppenflusses Tschaha, der in Deutsch auch als Schag bezeichnet wurde. Das Tal ist von flachen Hängen mit einer Höhe von etwa 30 m eingefasst. Im Laufe der Zeit entstand auf der anderen Flussseite die Tochtersiedlung Neu-Klöstitz, die später mit Alt-Klöstitz eine Einheit bildete.

### Höfe
Der Dorfgrundriss entsprach dem üblichen Aufbau deutscher Kolonistendörfer in Bessarabien. Es gab eine durchgehende Hauptstraße und zwei parallel verlaufende Nebenstraßen mit einer großen Querverbindungsstraße zwischen Neu- und Alt-Klöstitz. An den Straßen standen die Bauernhäuser aufgereiht mit dem Giebel zur Straßenseite. Die Häuser waren ebenerdige, langgestreckte Gebäude aus Lehmziegeln, verputzt und weißgetüncht sowie mit Schilfrohr gedeckt. Als Grundstücksbegrenzung zur Straße diente eine Lehmmauer. Die Grundstücke waren etwa 20 Meter breit und 400 m lang. Darauf gab es neben den Wohn- und Nebengebäuden verschiedene Wirtschaftsflächen (Dreschplatz, Heuschober). Im hinteren Grundstücksteil war meist ein großer Weingarten angelegt. Die meisten Dorfbewohner lebten von der Landwirtschaft und bewirtschafteten 1940 insgesamt etwa 10.000 ha Land.

### Wirtschaftliche Entwicklung

Typischer Hofgrundriss in einem bessarabiendeutschen Dorf

In den Anfangsjahren wurde die Siedlung überdurchschnittlich oft von Seuchen, Bränden und Missernten heimgesucht. 1829 verstarben bei der infolge des russisch-türkischen Kriegs eingeschleppten Pest 365 Personen. 1831 ging eine Cholera-Epidemie durch den Ort, die bei ihrem Wiederauftreten 1848 rund 70 Todesopfer forderte. Niedrige Niederschlagsmengen und Heuschreckenplagen sorgten häufig für Missernten. In der deutschen Siedlungszeit zwischen 1815 und 1940 war dies 17 Mal der Fall. Auch Viehseuchen, wie Milzbrand, wüteten mehrfach und rafften jeweils mehrere hundert Tiere hin. Klöstitz hatte 1827 bereits einen Bestand von 2.000 Kühen. Im Krimkrieg war das Dorf 1855 von militärischen Einquartierungen betroffen.
Trotz der Schwierigkeiten entwickelte sich Klöstitz im Laufe des 19. Jahrhunderts wirtschaftlich gut. Entscheidenden Anteil hatte der Weinbau, der von den Kenntnissen der aus Südwestdeutschland eingewanderten Personen profitierte. Um 1850 besaßen die Bewohner rund 30.000 Rebstöcke. Um 1940 gab es im Ort 10 Kaufmannsunternehmungen, eine Molkerei, eine Mühle, zwei Gaststätten und eine Konsumgenossenschaft.

### Verwaltungszentrum und Kirchspiel

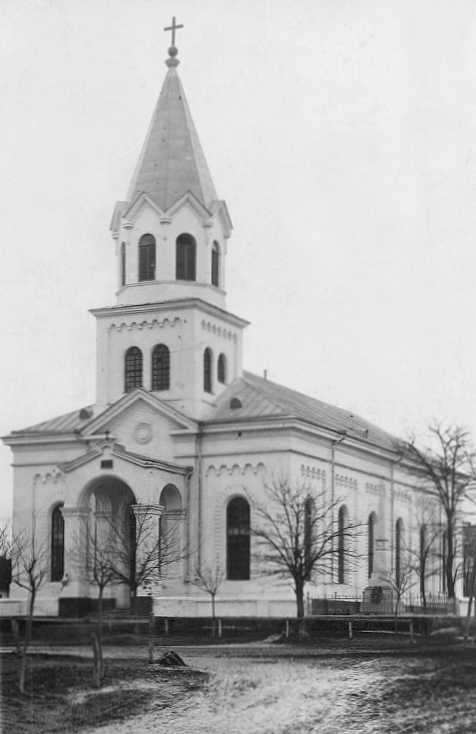
Kirche um 1940

1818 bestimmte das Fürsorgekomitee für die Kolonisten Südrusslands Klöstitz als Sitz eines Gebietsamts, das der Selbstverwaltung der Ansiedler diente. Ihm stand ein Oberschulz vor, der aus Klöstitz stammte. Dem Gebietsamt unterstanden die bessarabiendeutschen Siedlungen Budschak, Soborne, Leipzig, Paris, Brienne und Arzis; später kamen Friedenstal, Neu-Arzis und Hoffnungstal dazu.
Ab 1845 hatte ein Pastor seinen Dienstsitz in Klöstitz, das zum Kirchspiel wurde. 1859 umfasste es die Orte Beresina, Borodino, Hoffnungstal, Mathildendorf und Mansyr mit 5.400 Kirchenmitgliedern. Durch Dorfneugründungen vergrößerte sich das Kirchspiel und hatte 1904 bereits 10.200 Mitglieder.

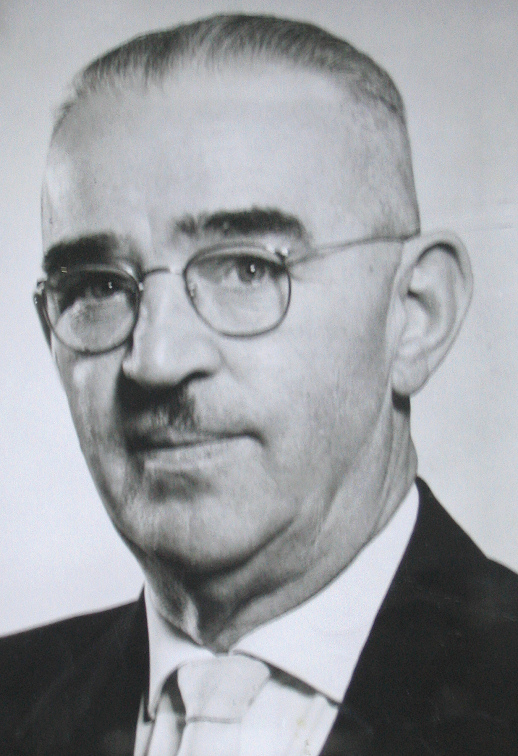
Oberpastor Immanuel Baumann um 1940

1871 wurde die Selbstverwaltung eingeschränkt, als die Kolonien der Verwaltung des Zarenreiches unterstellt wurden. Klöstitz behielt seinen Status als Verwaltungszentrale, die ab dann Wollost hieß. Die Verwaltungseinrichtung schuf im Laufe der Zeit eine Brandkasse, eine Waisenkasse und 1910 eine Bank.
1874 hob das Zarenreich die einst für ewige Zeiten zugesagte Wehrpflichtbefreiung der Kolonisten auf. Dadurch wurde Klöstitz zum Musterungszentrum für die deutschstämmigen Siedler in Bessarabien. Die Einführung der Wehrpflicht verursachte eine Auswanderungswelle nach Nordamerika. Auch in rumänischer Zeit ab 1918 wurden die Rekruten aus den benachbarten Gemeinden in Klöstitz gemustert. 48 deutschstämmige Bewohner aus Klöstitz fielen als Soldaten auf russischer Seite im Russisch-Japanischen Krieg 1904/05 und im Ersten Weltkrieg. Für sie wurde 1930 im Ort ein Kriegerdenkmal errichtet. Heute handelt es sich um das einzige erhaltende Kriegerdenkmal von Bessarabiendeutschen im früheren Bessarabien. Es ist um das Jahr 2005 mit Hilfe von Spendengeldern früherer Dorfbewohner mit einer Einfriedung und einem Kreuz versehen worden, das benachbarte sowjetische Ehrenmal von 1964 erhielt mit Hilfe der Spenden ebenfalls eine Einfriedung.
1929 wählten die Bewohner des Kirchspiels Klöstitz Immanuel Baumann als Pastor. Er betreute etwa 10.000 Gemeindemitglieder in rund 10 deutschen Dörfern. 1936 bestimmte ihn die Synode des Kirchenbezirks Tarutino zum Oberpastor. Damit war er Kirchenrepräsentant für etwa 92.000 Bessarabiendeutsche. Nach der Umsiedlung der Bessarabiendeutschen 1940 ging er mit ihnen nach der üblichen Wartezeit in einem Umsiedlungslager 1941 in das von Deutschland eroberte Wartheland in Polen. Im Kreis Konin betreute er als Ansiedlerpastor und Superintendent die Umsiedler in ihrem neuen Ansiedlungsgebiet.

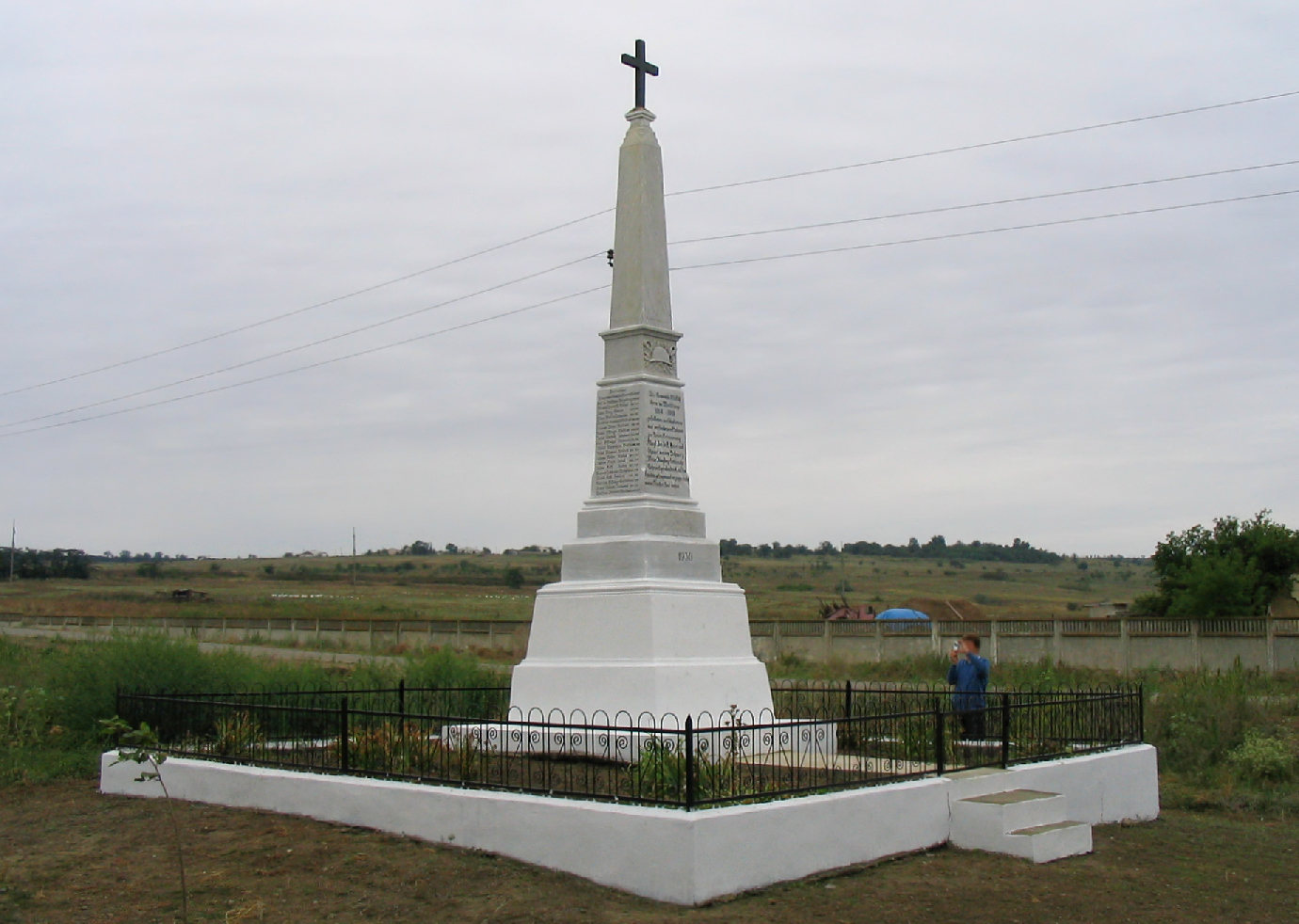
Kriegerdenkmal von 1930 für die im Ersten Weltkrieg gefallenen Dorfbewohner bessarabiendeutscher Herkunft
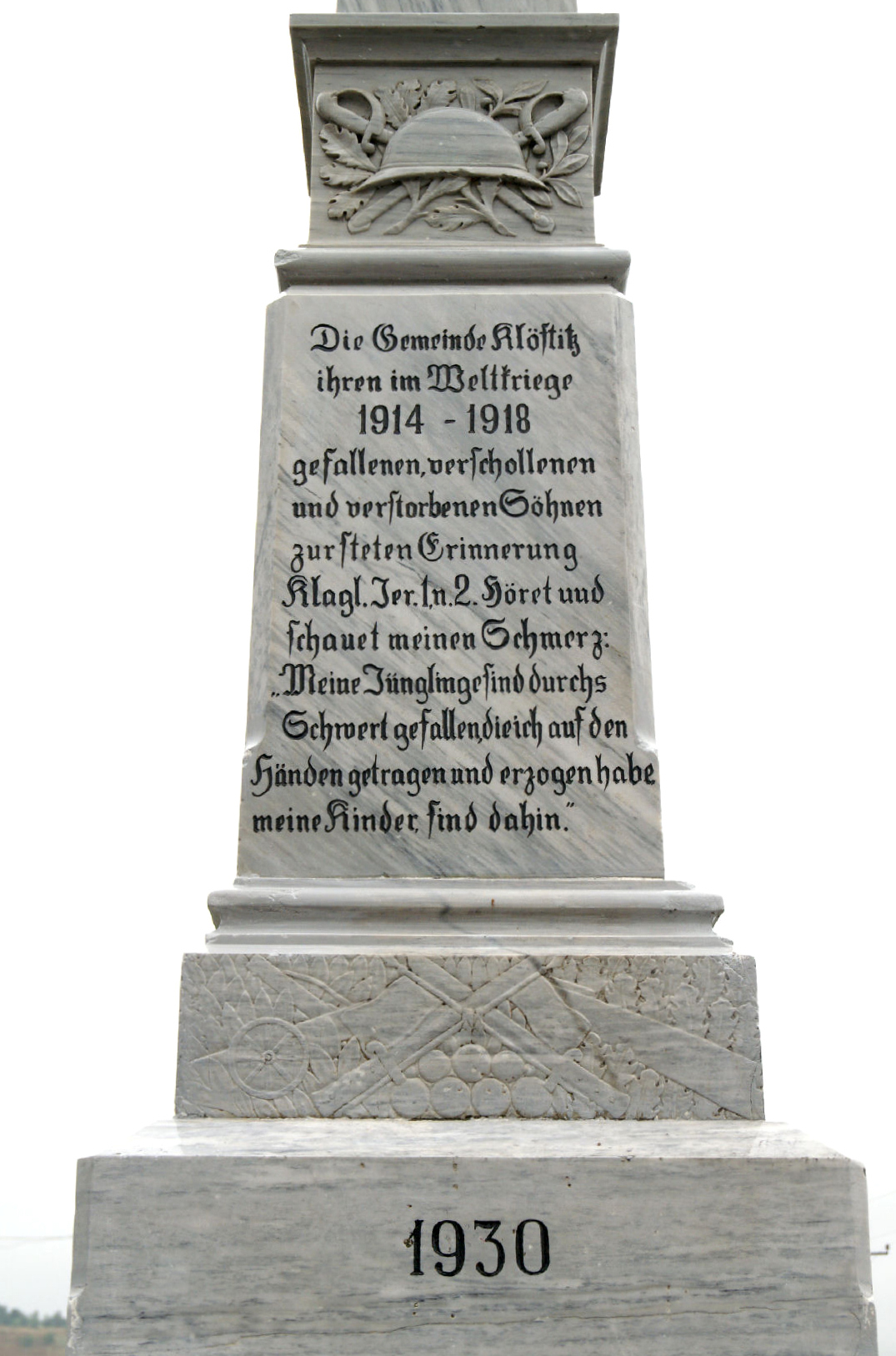
Inschrift des Kriegerdenkmals
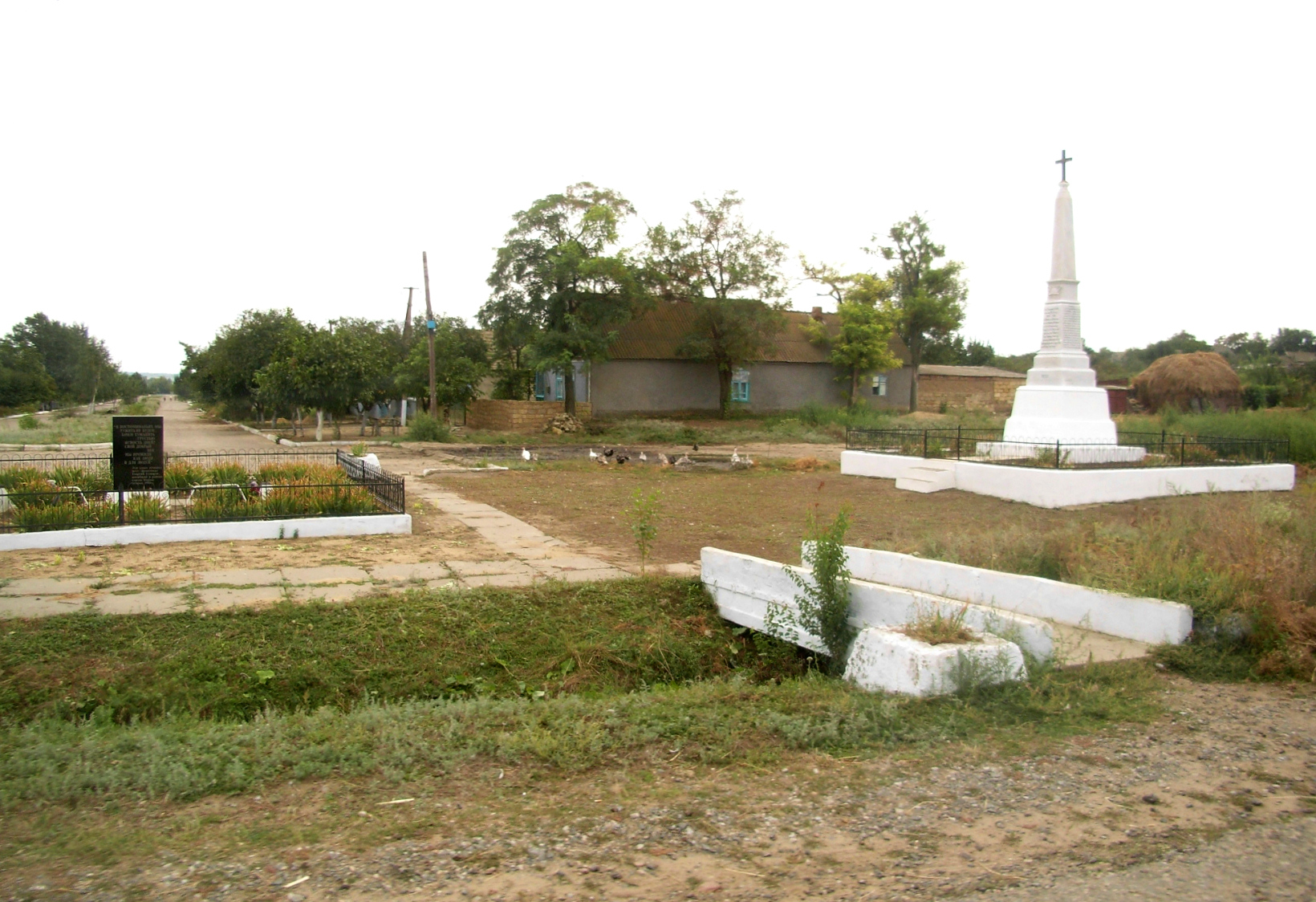
Links das sowjetische Ehrenmal für die im Zweiten Weltkrieg gefallenen Soldaten, rechts das Kriegerdenkmal von 1930

### Kirche und Schule
Da die Religion das Leben aller Bessarabiendeutschen stark prägte, waren die Kirche und auch die Schule Mittelpunkte des dörflichen Lebens. Bereits bei der Ortsgründung wurden die Standorte beider Einrichtungen im Dorfzentrum festgelegt. 1843 wurden dort zunächst ein Bethaus mit Glockenturm und ein Pastorat erbaut. Im Bethaus fand auch der Schulunterricht statt bis 1872 ein eigenes Schulgebäude errichtet wurde. Der Schulunterricht fand nur vom Herbst bis zum Frühjahr statt, da viele Schüler im Sommer Feldarbeiten in der elterlichen Landwirtschaft verrichteten.
53 Jahre nach der Dorfgründung wurde 1868 ein Kirchengebäude mit einem 50 m hohen Kirchturm und 800 Sitzplätzen eingeweiht. Der Kirchbau wurde von den Dorfbewohner in Eigenleistung ausgeführt. Kurz nach der Umsiedlung der deutschstämmigen Bewohner im Oktober 1940 ereignete sich ein Erdbeben in Bessarabien, das an der Kirche erhebliche Schäden verursachte. Die Gebäudereste wurden in sowjetischen Zeit um 1944 als Lkw-Reparaturwerkstatt genutzt. In den 1990er Jahren wurde die Ruine abgetragen und die Steine dienten dem Straßenbau. Die Entweihung erfolgte augenscheinlich aus praktischen, aber auch aus politischen Gründen. Im gesamten Bessarabien wurden in sowjetischer Zeit Kirchengebäude anderweitig als Vorratslager oder Freizeitclub genutzt, da der Atheismus als grundlegender Bestandteil des Marxismus-Leninismus galt.

### Bewohner und Umsiedlung 1940

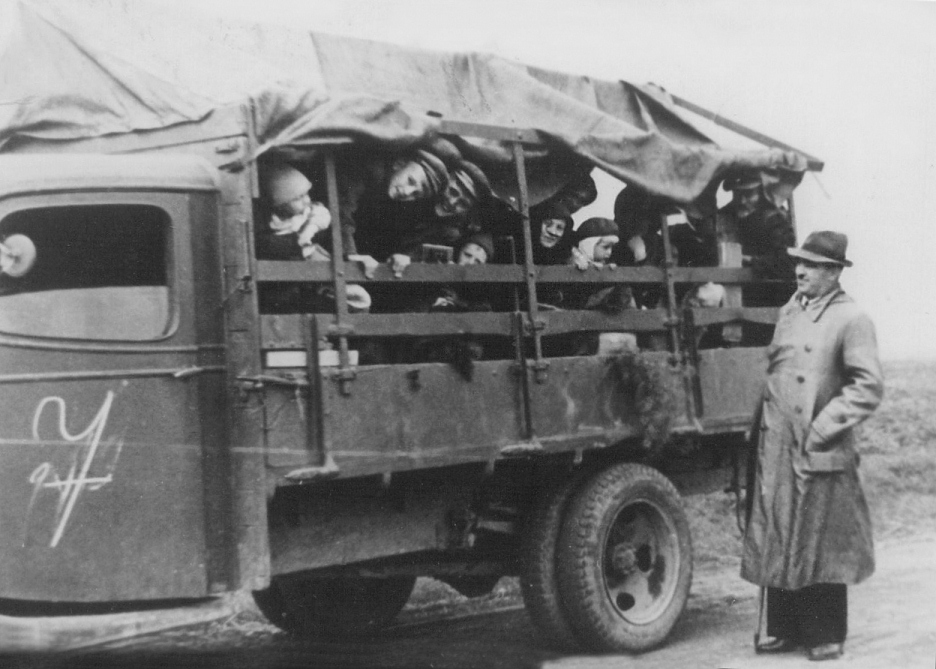
Abtransport der Umsiedler (Kinder, Frauen, Alte) 1940 aus Klöstitz mit Lkw der reichsdeutschen Umsiedlungskommission

Bei der russischen Kolonisierung von Bessarabien im 19. Jahrhundert wurden die verschiedenen Volksgruppen (Russen, Deutsche, Ukrainer, Bulgaren, Gagausen, Juden) jeweils in eigenen Dörfern angesiedelt. In Klöstitz lebten fast ausschließlich deutschstämmige Bewohner. Ursprünglich lebten im Budschak Rumänen und Nogai-Tataren. Die Tataren wurden um 1812 ins Osmanische Reich vertrieben oder nach Zentralasien umgesiedelt. Die Rumänen (Moldauer) blieben zwar im Budschak, wurden aber zur Minderheit.
- 1862 – 1.350 Einwohner
- 1882 – 2.062 Einwohner
- 1900 – 2.488 Einwohner
- 1930 – 2.908 Einwohner, darunter 2.711 Deutsche, 66 Rumänen, 60 Russen, 56 Juden, 9 Bulgaren und 6 Zigeuner (Roma).
- 1940 – 3.212 Einwohner

Im Ort entwickelte sich gegen Ende des 19. Jahrhunderts ein reges Vereinsleben, für das ein Vereinsheim bestand. 1888 gründete sich ein Frauenverein zur Unterstützung des Alexander-Asyls in Sarata. Später entstanden ein Bläserchor, ein Kulturverein, Jagdvereine.
Nach der Besetzung Bessarabiens Ende Juni 1940 durch die Rote Armee als Folge des Hitler-Stalin-Paktes bekamen die deutschstämmigen Bewohner die Möglichkeit zur Umsiedlung ins Deutsche Reich. Davon machten nahezu alle berechtigten Personen Gebrauch, denn nach der sowjetischen Übernahme wurde wie in anderen Dörfern Bessarabiens das Sowjetsystem eingeführt. Zu dieser Zeit lebten 3.212 Personen in 717 Familien im Dorf. 82 Einwohner waren nichtdeutscher Herkunft. Die Umsiedlung von Klöstitz erfolgte zwischen dem 27. September und 13. Oktober 1940. Busse und Lastwagen transportierten Frauen, Alte sowie Kinder zum etwa 150 km entfernten Donau-Hafen Reni. Die Männer folgten als Treck mit Pferdewagen. Mit Donaudampfern und der Eisenbahn reisten die Dorfbewohner ins Deutsche Reich, wo sie in Lagern in Thüringen untergebracht wurden. Nach 1 bis 2 Jahren Wartezeit wies man ihnen neue Hofstellen im Kreis Konin im Wartheland zu, deren polnische Inhaber zuvor entschädigungslos enteignet oder vertrieben worden waren.
Als Anfang 1945 die Rote Armee und damit die Front näher rückte, flüchteten die Bessarabiendeutschen, wie die übrige ansässige deutsche Bevölkerung, in Flüchtlingstrecks nach Westen in das Gebiet der späteren Bundesrepublik und der späteren DDR. Viele frühere Bewohner aus Klöstitz wurden von der heranziehenden Front überrollt. Etliche Personen kamen dabei ums Leben oder wurden für 10 Jahre in die Sowjetunion deportiert. Nach dem Zweiten Weltkrieg siedelten sich 91 Familien aus Klöstitz in Vaihingen an der Enz im Stadtteil Kleinglattbach an. Dort finden bis heute (2010) Treffen der ehemaligen Bewohner statt, die nach Wessela Dolyna regelmäßig Kontakt halten. Bei besonderen Jubiläumsfeiern finden gegenseitige Besuche statt.

### Nach 1940 bis heute

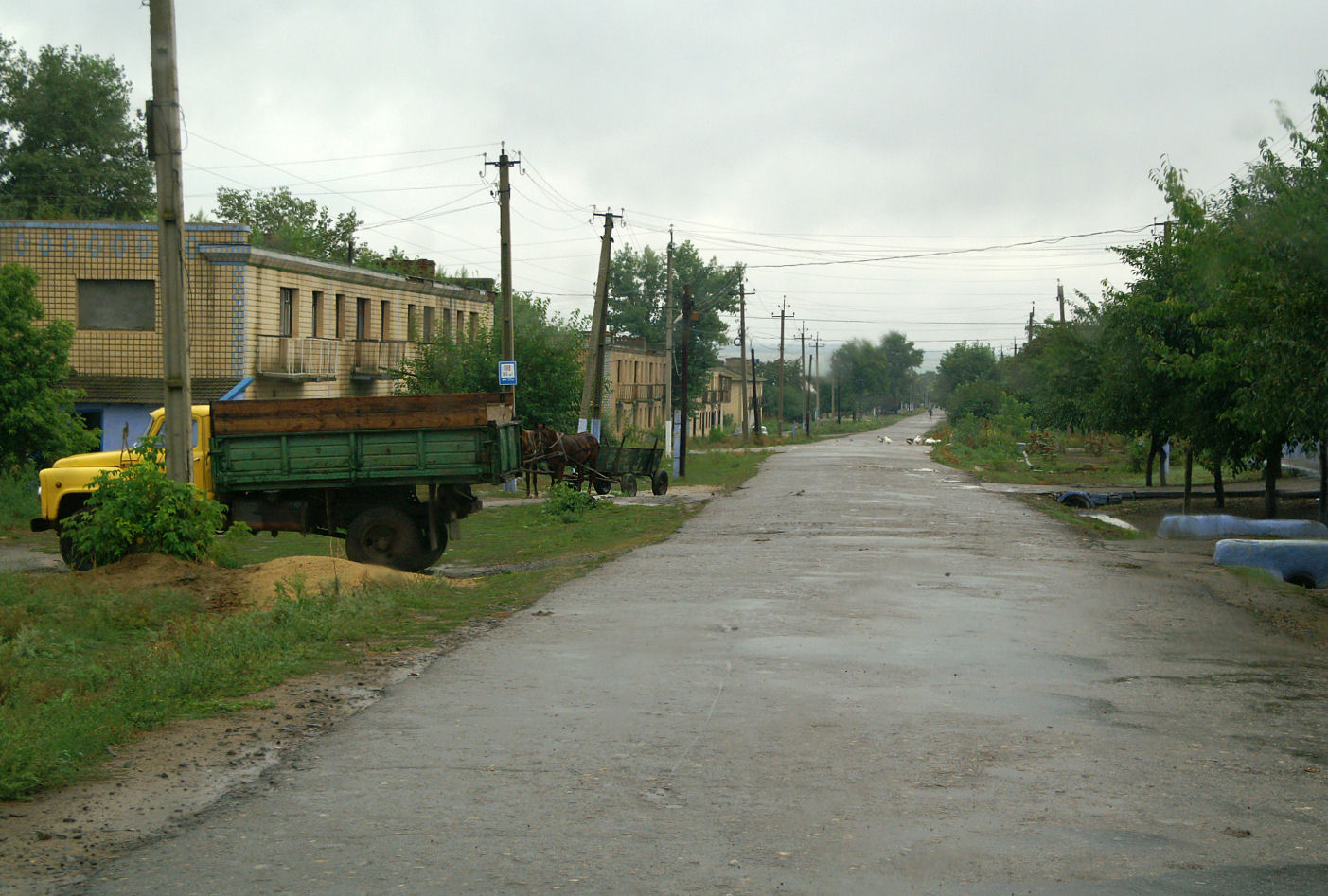
Heutiges Straßenbild im Ort

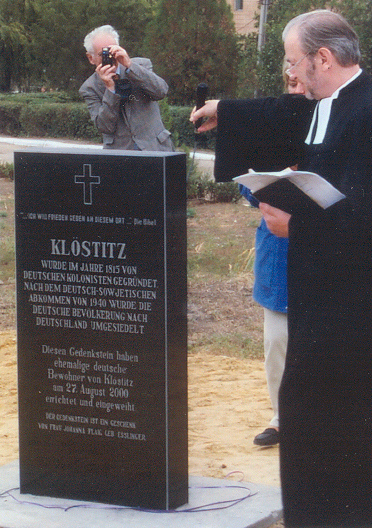
Einweihung eines Gedenksteins im Jahr 2000 durch Pastor Arnulf Baumann

Die Ende 1940 leer stehenden Höfe der deutschstämmigen Bewohner in Klöstitz übernahmen zunächst 30 polnische Familien sowie Familien aus den moldauischen und bulgarischen Nachbardörfern, die von den sowjetischen Behörden dort untergebracht wurden. Die Entwicklung wurde nochmals rückgängig gemacht, als deutsche und rumänische Truppen beim Überfall auf die Sowjetunion 1941 (Unternehmen Barbarossa) Bessarabien zurückeroberten. Im August 1944 überrannte die Rote Armee im Rahmen der Operation Jassy-Kischinew das Gebiet und bei den Rückzugsgefechten wurden mehrere Gebäude, darunter das Pastorat zerstört. Danach wurden im Ort Menschen aus anderen Teilen der Sowjetunion angesiedelt.
Nach 1945 gehörte Klöstitz zur Ukrainischen Sozialistischen Sowjetrepublik. Einige Kilometer nördlich lag die Grenze zur früheren Moldauischen Sozialistischen Sowjetrepublik, heute Republik Moldau. 1946 wurde der Ort offiziell in Wessela Dolyna („Fröhliches Tal“) umbenannt. Bereits 1944 wurde im Ort eine landwirtschaftliche Sowchose mit 5.700 ha Land gegründet, die die Tätigkeitsbereiche Pflanzenzucht und Tierproduktion umfasste. Der Gemeinschaftsbetrieb war der einzige Arbeitgeber im Ort. Im nördlichen Ortsbereich, dem früheren Oberdorf, entstand eine sowjetische Garnison, die auf einem nahe gelegenen Truppenübungsplatz übte. Dadurch entstanden eine Reihe von Neubauten, während ältere Gebäude abgerissen wurden. Die Garnison zog im Jahr 2002 ab.
Seit dem Zerfall der Sowjetunion und der Unabhängigkeitserklärung der Ukraine 1991 wirkt sich die grenznahe Lage zu Moldawien nachteilig auf die Einwohnerzahl und die Zahl der Arbeitsplätze im Ort aus.
Im Jahr 2000 weihten ehemalige deutsche Bewohner aus Klöstitz einen Gedenkstein ein, der auf die deutsche Entstehungsgeschichte des Ortes und die Umsiedlung seiner Bewohner 1940 erinnert.

## Verwaltungsgliederung
Am 12. Juni 2020 wurde das Dorf ein Teil der Siedlungsgemeinde Budschak; bis dahin bildete es die Landratsgemeinde Wessela Dolyna (Веселодолинська сільська рада Wesselodolynska silska rada) im Osten des Rajons Tarutyne.
Seit dem 17. Juli 2020 ist es ein Teil des Rajons Bolhrad.

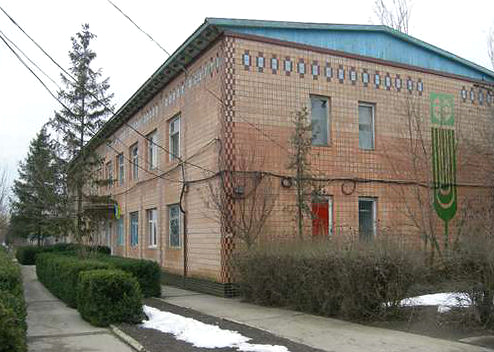
Rathaus
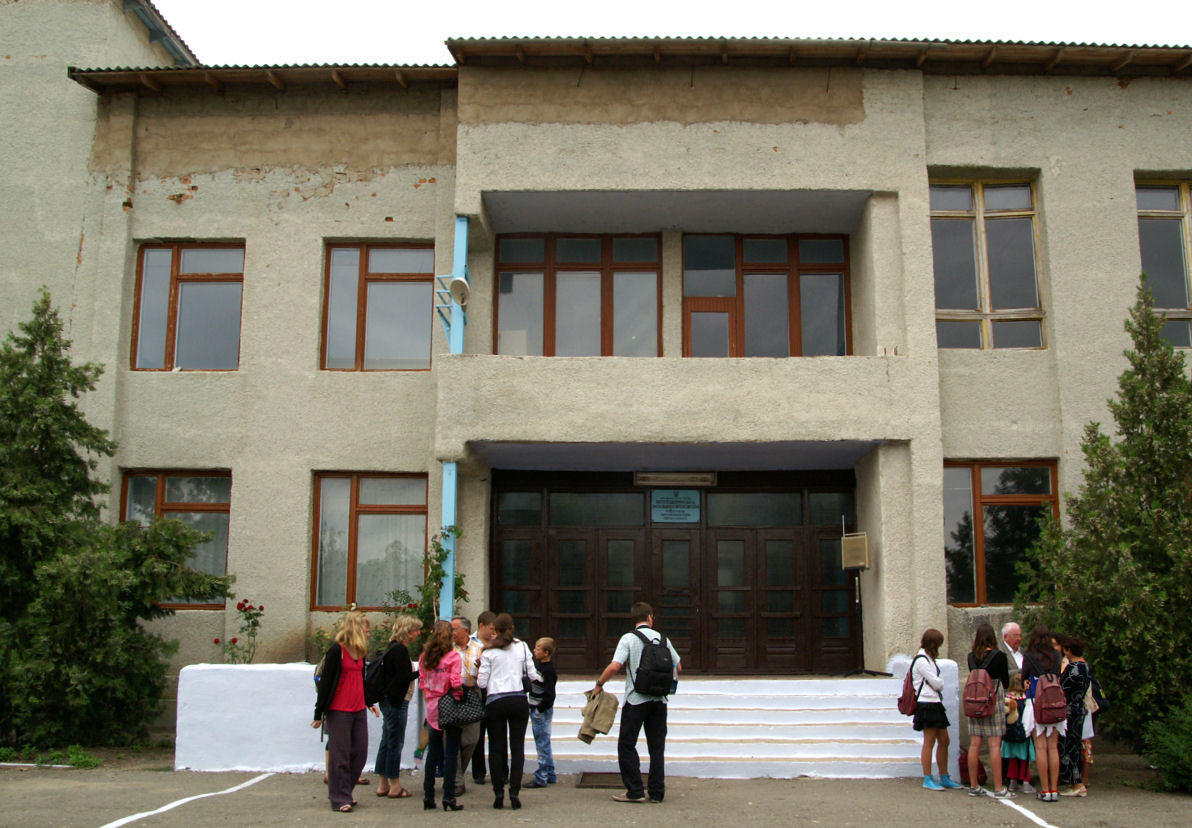
Schulgebäude von etwa 1990
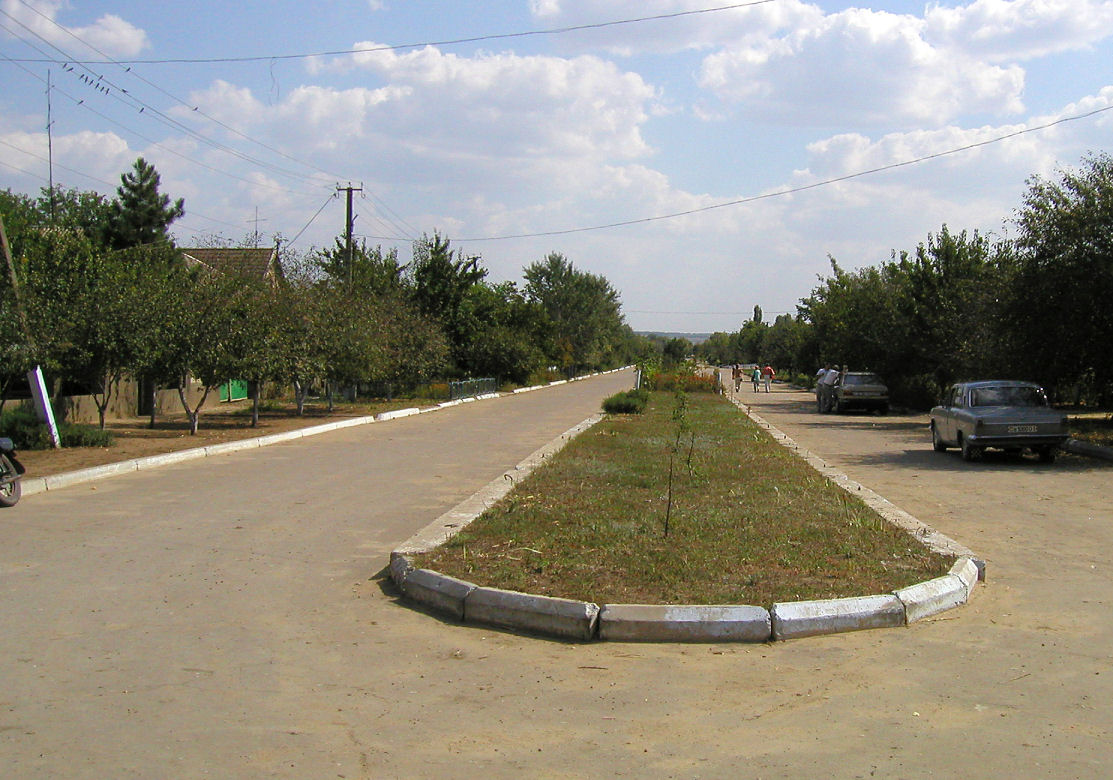
Straße im Ort
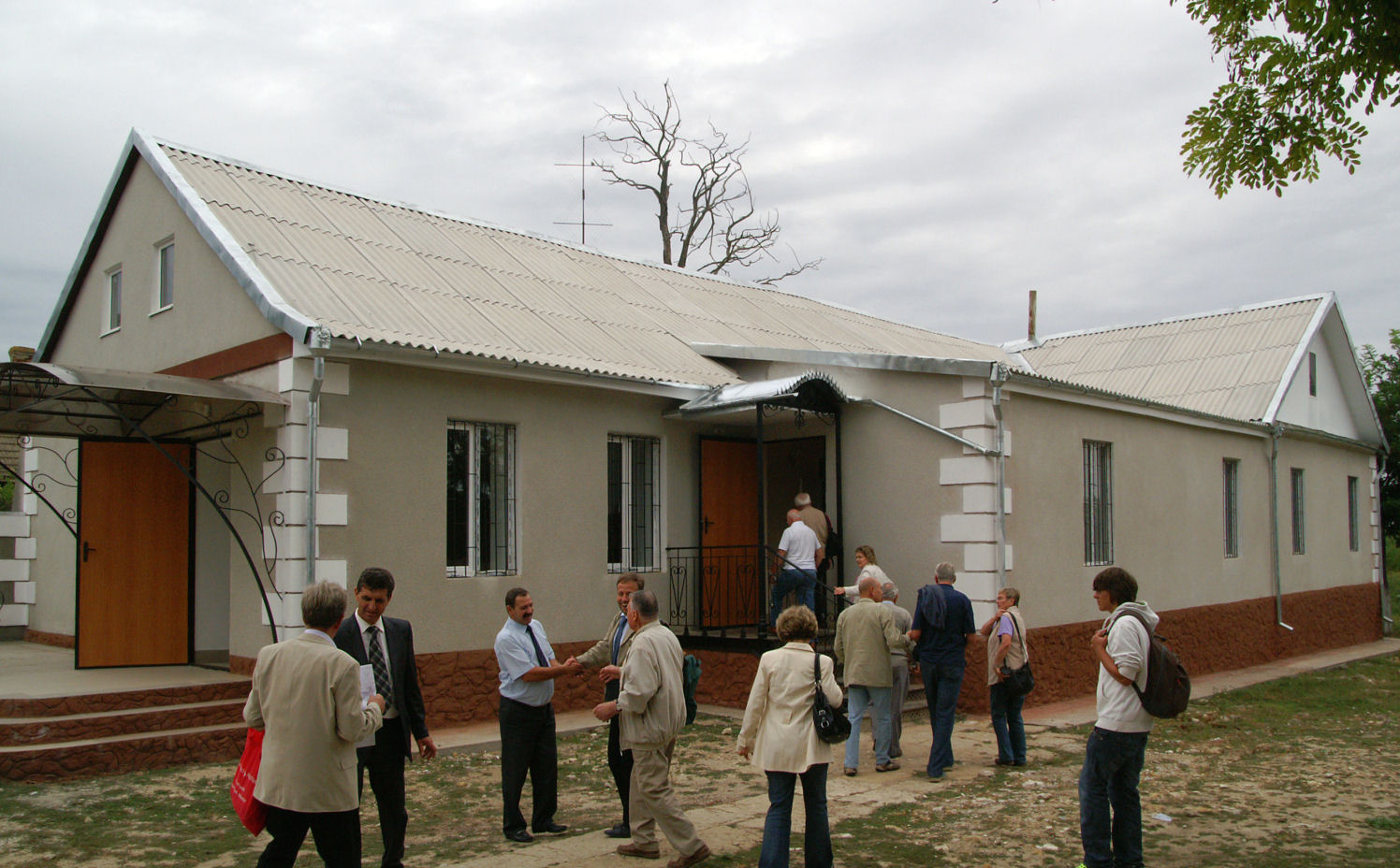
Kulturhaus mit Bibliothek, Apotheke und Arztpraxis
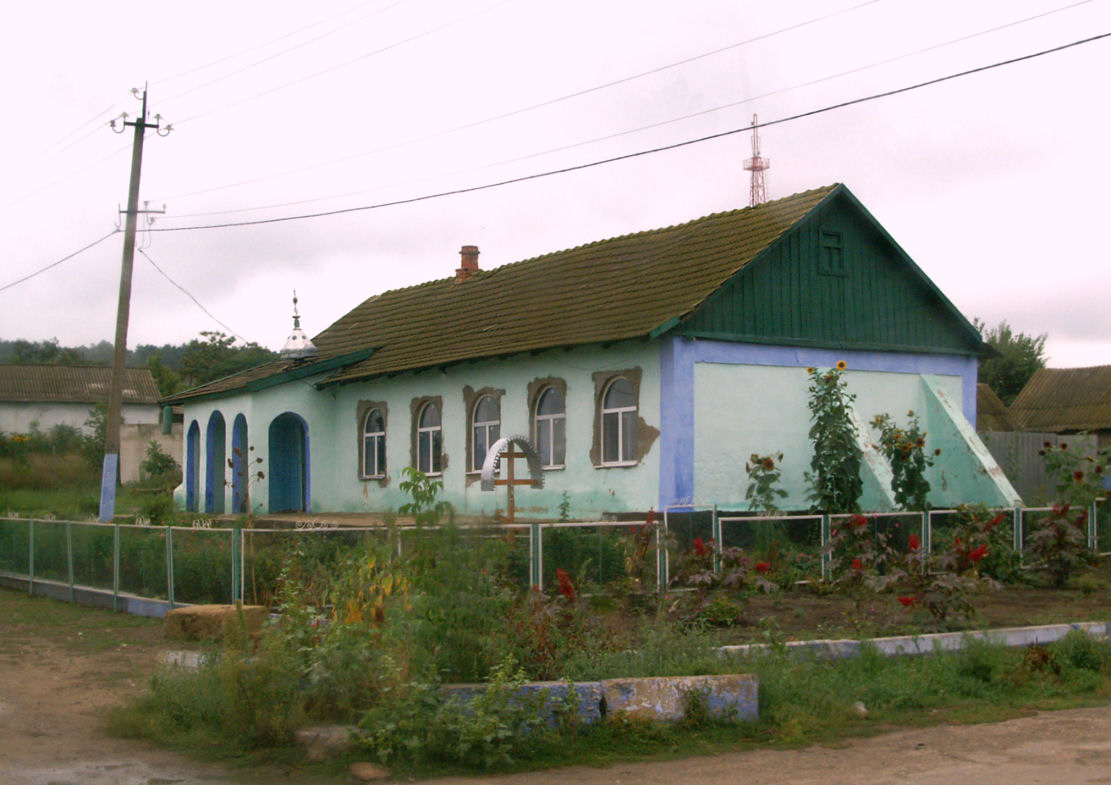
Orthodoxes Bethaus in früherem Bauernhaus
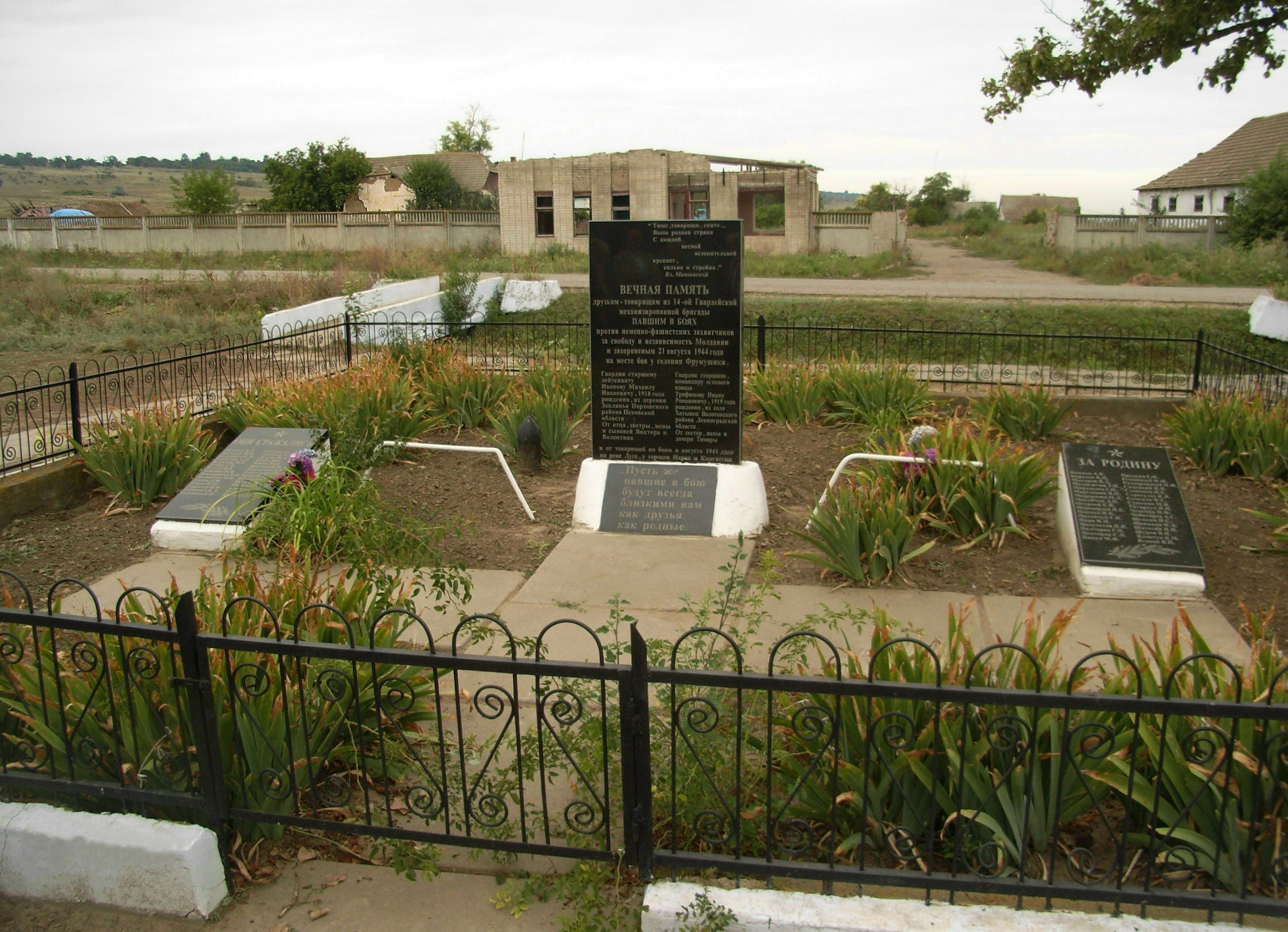
Sowjetisches Ehrenmal im Ort für im Zweiten Weltkrieg gefallenen Soldaten

## Persönlichkeiten
- Alexander Schaible (1878–1919), russischer bzw. ukrainischer General
- Immanuel Baumann (1900–1974), deutscher Geistlicher
- Arnulf Baumann (1932–2022), deutscher Geistlicher
- Viktor Dulger (1935–2016), deutscher Ingenieur und Erfinder
- Stepan Poltorak (* 1965), ehemaliger Verteidigungsminister der Ukraine